# Země Františka Josefa
Země Františka Josefa (rusky Земля Франца-Иосифа) je souostroví v Severním ledovém oceánu, na severním okraji Barentsova moře. Jde o nejsevernější část Evropy – Fligelyho mys na Rudolfově ostrově se nachází na 81° 51′ s. š. (920 km od severního pólu). Souostroví není trvale obydleno.

## Geografie
Souostroví je tvořeno 192 ostrovy s celkovou plochou asi 16 134 km². Od západu k východu měří 375 km a od severu k jihu 234 km. Dělí se do tří skupin (západní, střední a východní) oddělených Britským kanálem a Rakouskou úžinou. Střední skupina ostrovů je dále rozdělena Markhamovou úžinou na severní a jižní část a ostrov Grahama Bella odděluje od zbytku souostroví Morganova úžina. Centrální část souostroví severně od Markhamovy úžiny se nazývá Zichyho země podle uherského panského rodu Zichyů. Bílá země je označení pro skupinu tří malých ostrovů v severovýchodní části souostroví. Šířka jednotlivých úžin se pohybuje od několika stovek metrů do tří kilometrů. Moře zde dosahuje hloubek 500–600 m.
Největším ostrovem je Jiřího země s rozlohou 2 741 km². Rozlohu větší než 1 000 km² mají další čtyři ostrovy: Wilczekova země, ostrov Grahama Bella, Alexandřina země a Hallův ostrov. Nejmenších 135 ostrovů tvoří pouhá 0,4 % rozlohy souostroví. Nejvyšší bod souostroví s nadmořskou výškou 670 m n. m. se nachází na ostrově Wilczekova země. K souostroví se administrativně řadí také Viktoriin ostrov, který leží 170 km západně od Alexandřiny země, přestože blíže k němu jsou Špicberky.
Ostrovy jsou silně zaledněné. Mezi největší ledovce na ostrovech patří Tyndallův ledový příkrov (Wilczekova země), Větrný ledový příkrov (ostrov Grahama Bella) a Moskevský ledový příkrov (Hallův ostrov).

### Nejvýznamnější ostrovy
- Jiřího země (2 741 km²)
- Wilczekova země (2 203 km²)
- ostrov Grahama Bella (1 557 km²)
- Alexandřina země (1 130 km²)
- Hallův ostrov (1 049 km²)
- Salisburyho ostrov (960 km²)
- McClintockův ostrov (612 km²)
- Jacksonův ostrov (510 km²)
- Hookerův ostrov (508 km²)
- La Roncierův ostrov (470 km²)

## Historie

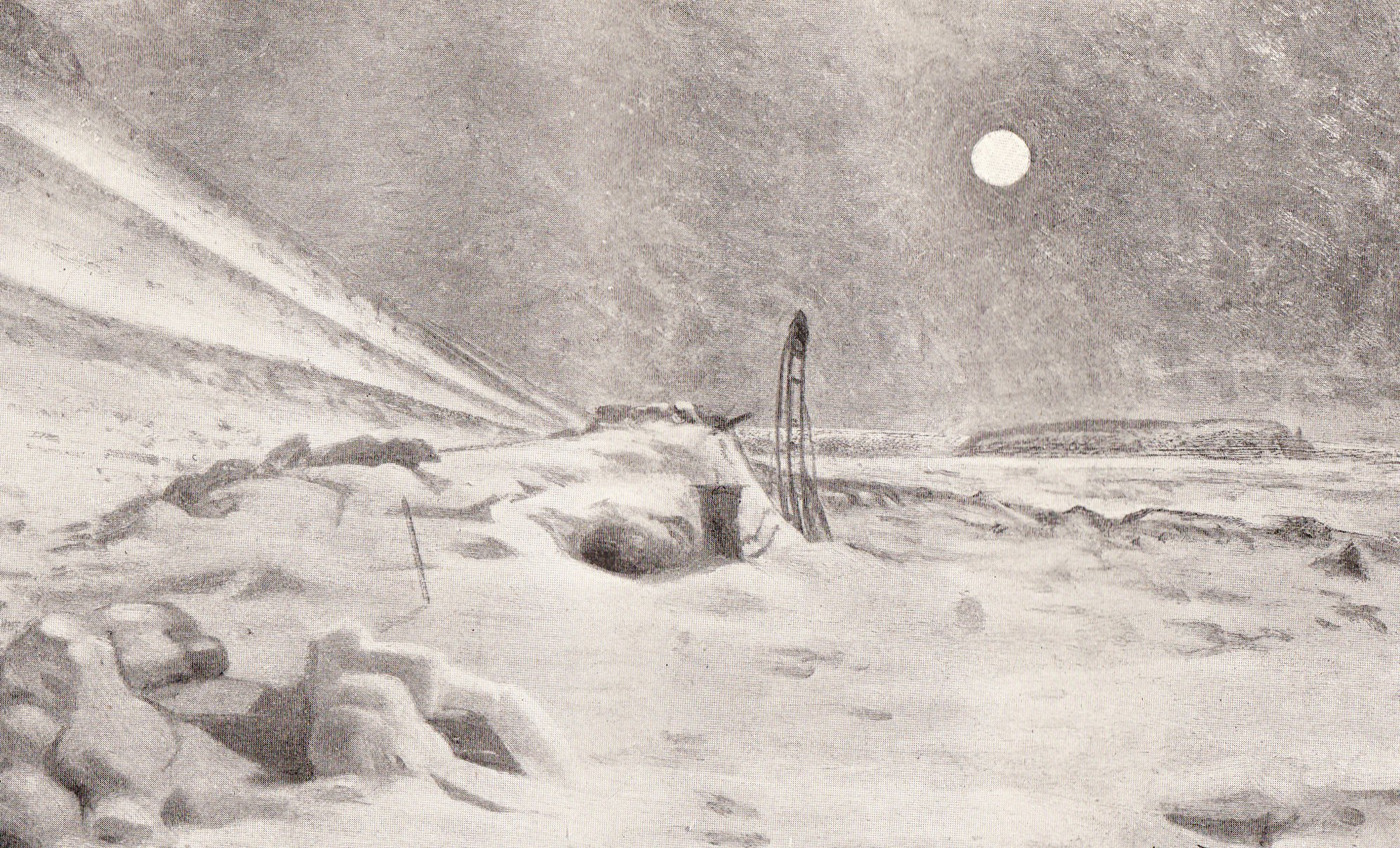
Chatrč na jednom z ostrovů Země Františka Josefa, ve které přečkali zimu 1895 norští polárníci Fridtjof Nansen a Hjalmar Johansen

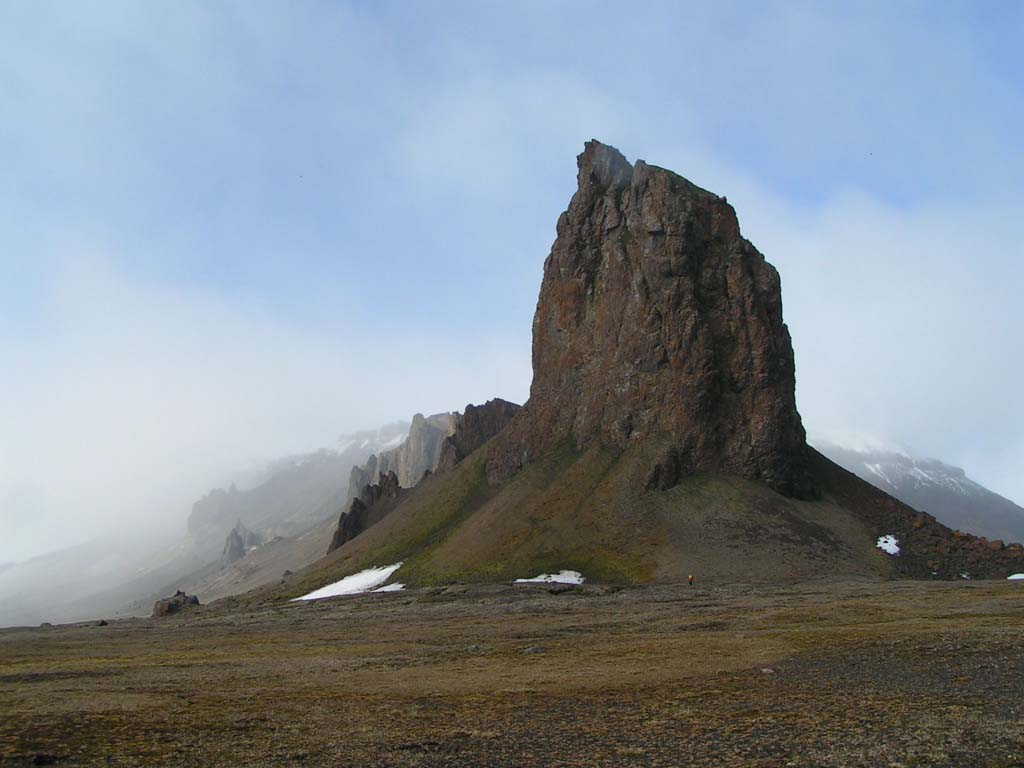
Mys Tegethoff na Hallově ostrově

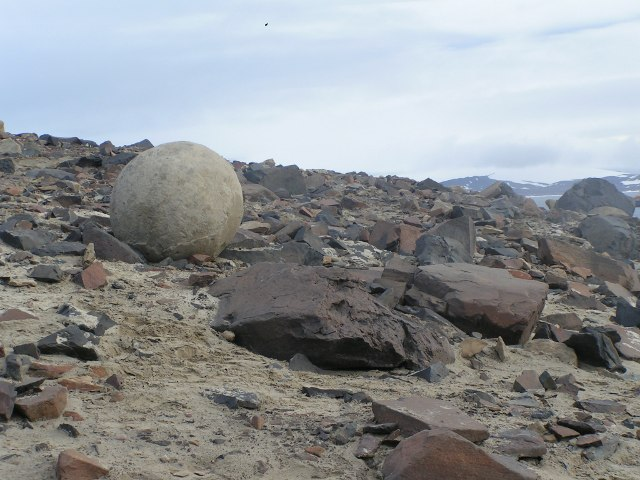
Geoda na ostrově Champ

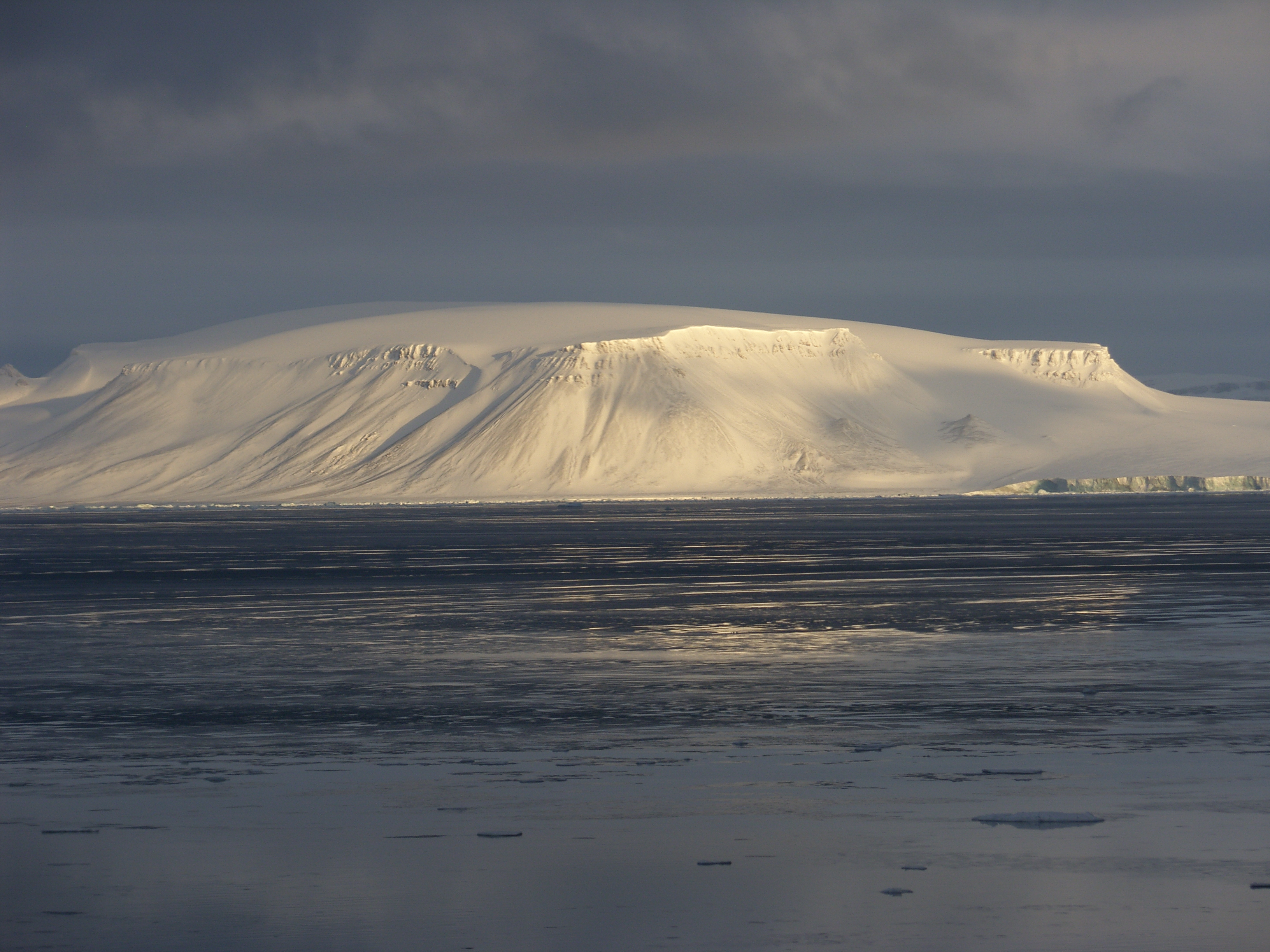
Hayesův ostrov

Ačkoliv oficiální objevení souostroví proběhlo ve druhé polovině 19. století, už v roce 1763 Michail Lomonosov ve svém spisu Stručný popis různých cest v severních mořích a náznak možného průchodu Sibiřským oceánem do východní Indie napsal, že podle zalednění existují východně od Špicberk dosud neobjevné ostrovy, které zadržují led.
Prvním člověkem, který Zemi Františka Josefa objevil a vystoupil na ni, byl norský kapitán Rønnbeck z Hammerfestu v roce 1865. Vzhledem k tomu, že o svém objevu nikoho neinformoval, je za objevitele považována rakousko-uherská polární expedice Carla Weyprechta, která souostroví objevila v roce 1873. Jednalo se však o soukromou expedici, a proto se souostroví nestalo součástí Rakouska-Uherska. V roce 1926 byly ostrovy připojeny k Sovětskému svazu. V současném administrativním členění Ruska náleží do Archangelské oblasti. Na Alexandřině zemi byla instalována meteorologická stanice Nagurskoje a na Hayesově ostrově se nachází Krankelova stanice z roku 1957, která dnes funguje jako geofyzikální laboratoř.

### Obsazování souostroví Ruskem
- 1914 – Ischak Ibragimovič Isljamov přijel se svou výpravou na ostrovy a prohlásil je za ruské území. Isljamov navrhl přejmenování ostrovů na Země Romanovců.[4]
- 1929 – Na Hookerově ostrově (rusky: ostrově Gukera) byla pro ruské polárníky postavena první vědecká stanice.
- 1936 – Na Rudolfově ostrově byla zřízena základna (improvizované letiště) pro leteckou výpravu na severní pól. Let uskutečnil upravený bombardovací letoun ANT-6. Poté na ostrově byla založena trvalá polární stanice.
- 1950–1960 – Na ostrově Grahama Bella a na Alexandřině zemi byly postaveny vojenské stanice, jejichž úkolem bylo sledování vzdušného prostoru v oblasti Severního ledového oceánu.
- 1955 – v rámci konsolidace souostroví do SSSR bylo rozhodnuto o nutnosti přejmenování souostroví. Komise pro přejmenování představila několik možností: Lomonosovo souostroví, Vzpomínka na Lenina, Kropotkinova země, Nansenovy ostrovy. Protože nedošlo ke společnému názoru, rozhodlo se o ponechání původního názvu.[4]
- 1994 – Po rozpadu SSSR byla většina objektů na ostrově opuštěna.

## Obyvatelstvo
Na ostrově dočasně bydlí jen průzkumníci, pohraničníci a vojáci. Celoročně je v provozu Krankelova stanice na Hayesově ostrově. V roce 2005 zde byla zřízena nejsevernější pošta světa. Otevírací doba je jedna hodina denně. Po částečném odchodu lidí z ostrova po rozpadu SSSR zůstalo na ostrově přibližně 250 000 barelů s palivem a dalších milion prázdných. V dnešní době tyto odpady ohrožují zdejší přírodu.

## Geologie
Většinu pevniny tvoří pískovec a vápenec překrytý 20–30 m mocnou vrstvou čediče. Na mysu Flora se vyskytuje hnědé uhlí a na ostrovech se mohou vyskytovat také titan, vanad, yttrium, scandium a thorium.

## Hydrologie
Většina povrchu ostrovů je zaledněná. Celková plocha ledovců je 13 735 km², což je 85 % rozlohy souostroví. Průměrná mocnost ledu je asi 180 m a celkový objem činí 2 500 km³. Kdyby tento led roztál, zvýšila by se hladina světových oceánů o 6 mm. Velké nezaledněné oblasti se nacházejí jen na největších ostrovech jako je Jiřího země nebo Graham Bell. Bez ledové pokrývky je také většina malých ostrovů.
Vodní toky vznikají jen v jarním a letním období od května do začátku září na velkých ostrovech. Věčně zmrzlá půda způsobuje, že většina vody odteče po povrchu. Nejdelší řeka dlouhá 19 km teče na ostrově Jiřího země. Na Alexandřině zemi v sezóně teče několik potoků, z nichž nejdelší měří 8,4 km. Na velkých ostrovech se nachází větší část z asi tisíce převážně ledovcových jezer. Hloubka jezer se pohybuje průměrně kolem dvou metrů, maximálně je to 10 m. Největší jezera měří asi 2 km².
Kry mořského ledu se kolem ostrovů vyskytují po celý rok s nejnižší četností od srpna do září. Moře zamrzá na konci září a tloušťka ledu bývá asi 1,5 m. V březnu, kdy je plocha zamrzlého moře největší, dosahuje ledový pokryv 95 % hladiny.

## Podnebí
Podnebí je polární oceánské s velmi krátkým létem (do jednoho měsíce), během kterého teploty jen výjimečně dosahují 5 °C a více. Oblačnost je celoročně vysoká. Zatímco během léta je teplota stálá a téměř neměnná (−2 °C až 5 °C po celý měsíc) v zimě se mohou velmi prudce střídat teplejší dny s teplotou okolo −5 °C s těmi o mnoho studenějšími, kdy průměrná denní teplota klesne až k −30 °C.
| Země Františka Josefa – podnebí                                       | Země Františka Josefa – podnebí | Země Františka Josefa – podnebí | Země Františka Josefa – podnebí | Země Františka Josefa – podnebí | Země Františka Josefa – podnebí | Země Františka Josefa – podnebí | Země Františka Josefa – podnebí | Země Františka Josefa – podnebí | Země Františka Josefa – podnebí | Země Františka Josefa – podnebí | Země Františka Josefa – podnebí | Země Františka Josefa – podnebí | Země Františka Josefa – podnebí |
| Období                                                                | leden                           | únor                            | březen                          | duben                           | květen                          | červen                          | červenec                        | srpen                           | září                            | říjen                           | listopad                        | prosinec                        | rok                             |
| --------------------------------------------------------------------- | ------------------------------- | ------------------------------- | ------------------------------- | ------------------------------- | ------------------------------- | ------------------------------- | ------------------------------- | ------------------------------- | ------------------------------- | ------------------------------- | ------------------------------- | ------------------------------- | ------------------------------- |
| Nejvyšší teplota [°C]                                                 | −2                              | −3                              | −5                              | −1                              | 2                               | 2                               | 4                               | 3                               | 2                               | 0                               | −1                              | −3                              | 4                               |
| Průměrné denní maximum [°C]                                           | −19,4                           | −19,8                           | −19,7                           | −15,9                           | −6,7                            | 0                               | 1,9                             | 1,3                             | −1,3                            | −8,3                            | −14                             | −19                             | −10,1                           |
| Průměrná teplota [°C]                                                 | −22,7                           | −23,1                           | −23                             | −18,8                           | −8,8                            | −1,4                            | 0,7                             | 0,1                             | −2,7                            | −10,3                           | −17                             | −22,1                           | −12,4                           |
| Průměrné denní minimum [°C]                                           | −26                             | −26,4                           | −26,7                           | −21,8                           | −10,9                           | −2,8                            | −0,3                            | −0,9                            | −4,1                            | −12,6                           | −20                             | −25,2                           | −14,8                           |
| Nejnižší teplota [°C]                                                 | −30                             | −33                             | −33                             | −28                             | −15                             | −5                              | −1                              | −2                              | −5                              | −14                             | −23                             | −28                             | −33                             |
| Průměrné srážky [mm]                                                  | 30                              | 28                              | 19                              | 16                              | 12                              | 10                              | 17                              | 21                              | 25                              | 21                              | 21                              | 18                              | 238                             |
| Zdroj: Nejnižší a nejvyšší každoroční teplota během posledních 5 let. |                                 |                                 |                                 |                                 |                                 |                                 |                                 |                                 |                                 |                                 |                                 |                                 |                                 |

Hlavní vliv na místní podnebí mají ledovce a mořský led. V období od 12. dubna do 30. srpna je na 81. stupni severní šířky polární den dlouhý 141 dní. Polární noc trvá 128 dní. Sluneční paprsky dopadají na povrch pod velmi malým úhlem, takže i v létě přinášejí jen malé množství energie. Nízké teploty také podporuje velká oblačnost.

## Flora a fauna
Půdní typy se na ostrovech vyvíjejí s omezeními danými podnebím a věčně zmrzlou půdou. Velké oblasti jsou bez půdního pokryvu. Tam, kde se půdy vyvinuly, jde o polygonální půdy s neúplným půdním profilem bohatým na železo a neutrální až mírně kyselou reakcí. Podíl humusu je kolem tří procent, ale v nejjižnějších oblastech dosahuje až 8 %.

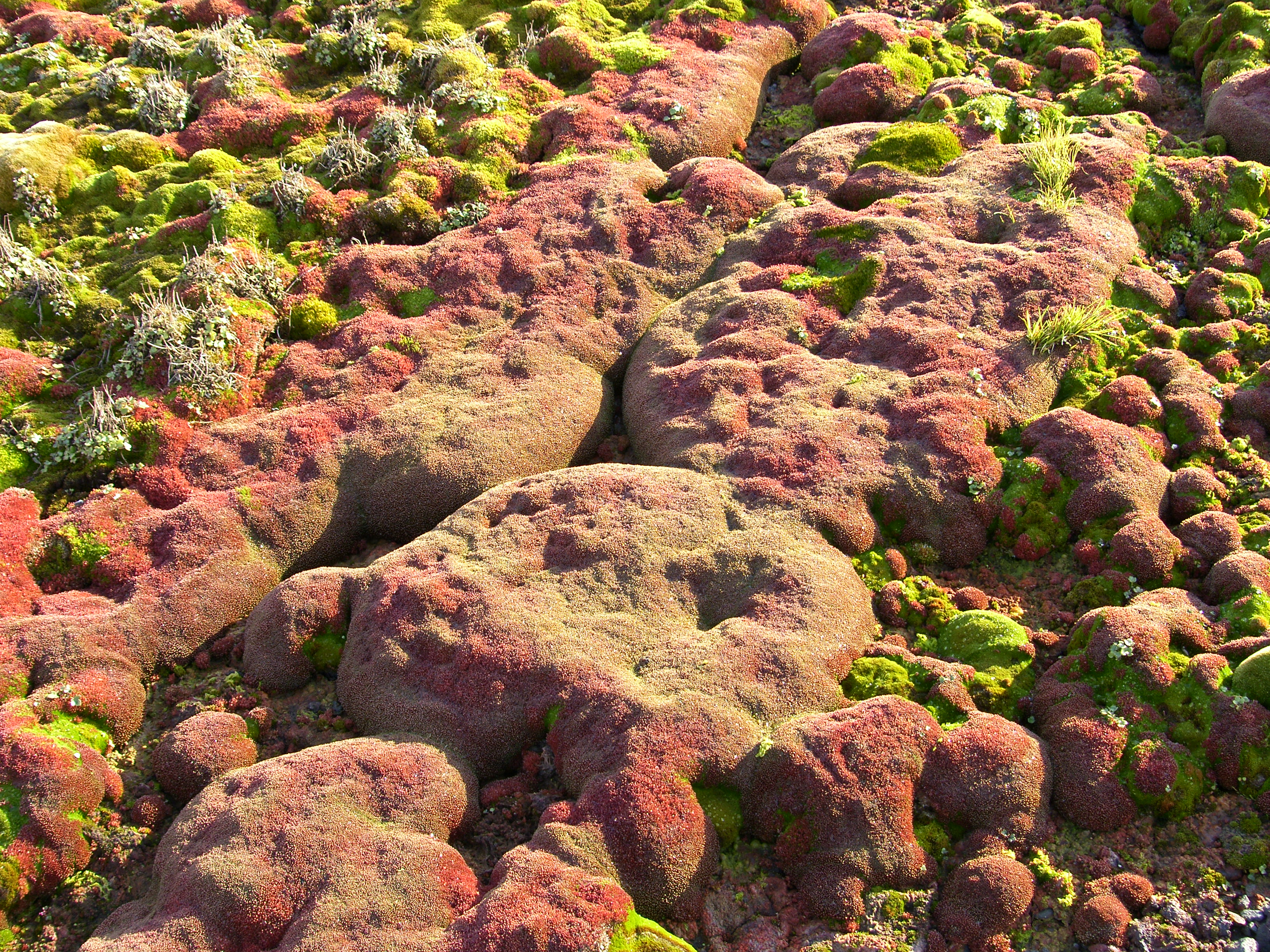
Vegetace na Hayesově ostrově

Vegetace pokrývá pět až deset procent nezaledněné plochy a v nejméně vhodných podmínkách ji tvoří pouze lišejníky. V ostatních oblastech závisí na nadmořské výšce. Do 120–130 m n. m. rostou travní porosty a mechy. Kromě nich se na ostrovech také vyskytují zakrslá vrba, polární mák, lomikámen a chudina. Nad 130 m n. m. mizí trávy a vyskytují se jen mechy a s přibývající výškou převládají lišejníky. Oblasti nad 315 m n. m. jsou s výjimkou sněžných řas a ojedinělých výskytů lišejníků bez života.
Na ostrovech se vyskytují lední medvědi, kteří patří k populaci asi 3 000 jedinců, jejíž areál se rozkládá mezi Grónskem a souostrovím Severní země. V blízkosti hnízdišť mořských ptáků (alkounovití, racci a alky) žijí lišky polární. V moři žije 33 druhů ryb, z nichž není žádný komerčně využitelný. Z mořských savců je nejhojnější tuleň grónský a dále tuleň vousatý. Populace mrože ledního se po zákazu lovu z roku 1952 rozrostla, v roce 2023 se zjistilo, že na ostrovech žije asi 7 000 mrožů. Běžně se vyskytuje plejtvák malý, keporkak a běluha severní a méně často lze pozorovat kosatku dravou nebo narvaly.

## Cestovní ruch
Veškeré lidské aktivity jsou silně ovlivněny neexistující infrastrukturou a omezenými možnostmi dopravy. Jediným způsobem, jak do Země Františka Josefa cestovat, jsou ledoborce, které obvykle vyplouvají z Murmansku. Další obtíž představuje získat povolení cesty a časté uzavírky Kolského zálivu kvůli vojenským cvičením. Přesto lze na ostrovy cestovat. Cílem turistů bývají hnízdiště ptáků a kolonie mrožů. Turisty vozí z lodi na ostrov vrtulník.
Kolem roku 2007 zde oficiálně nebyli žádní turisté, v letech 2015 - 2018 roční počet turistů dosahoval 1 000 - 1 500 návštěvníků.
V prosinci 2020 bylo rozhodnuto, že jednou z ruských arktických priorit je podpořit turismus do této oblasti. Ruská vláda bude podporovat soukromé společnosti, aby investovaly do vybudování chybějící infrastruktury (přístaviště, rozšíření letiště apod.). Kromě chybějící infrastruktury je největším problémem cena průměrného turistického výletu do země Františka Josefa (od 9 000 USD za osobu).

## Ve fikci
- Velmi svérázně se o souostroví zmiňuje dobrý voják Švejk, když popisuje rakouskou kolonizaci souostroví a dopravu ledu do Prahy[8]

## Galerie

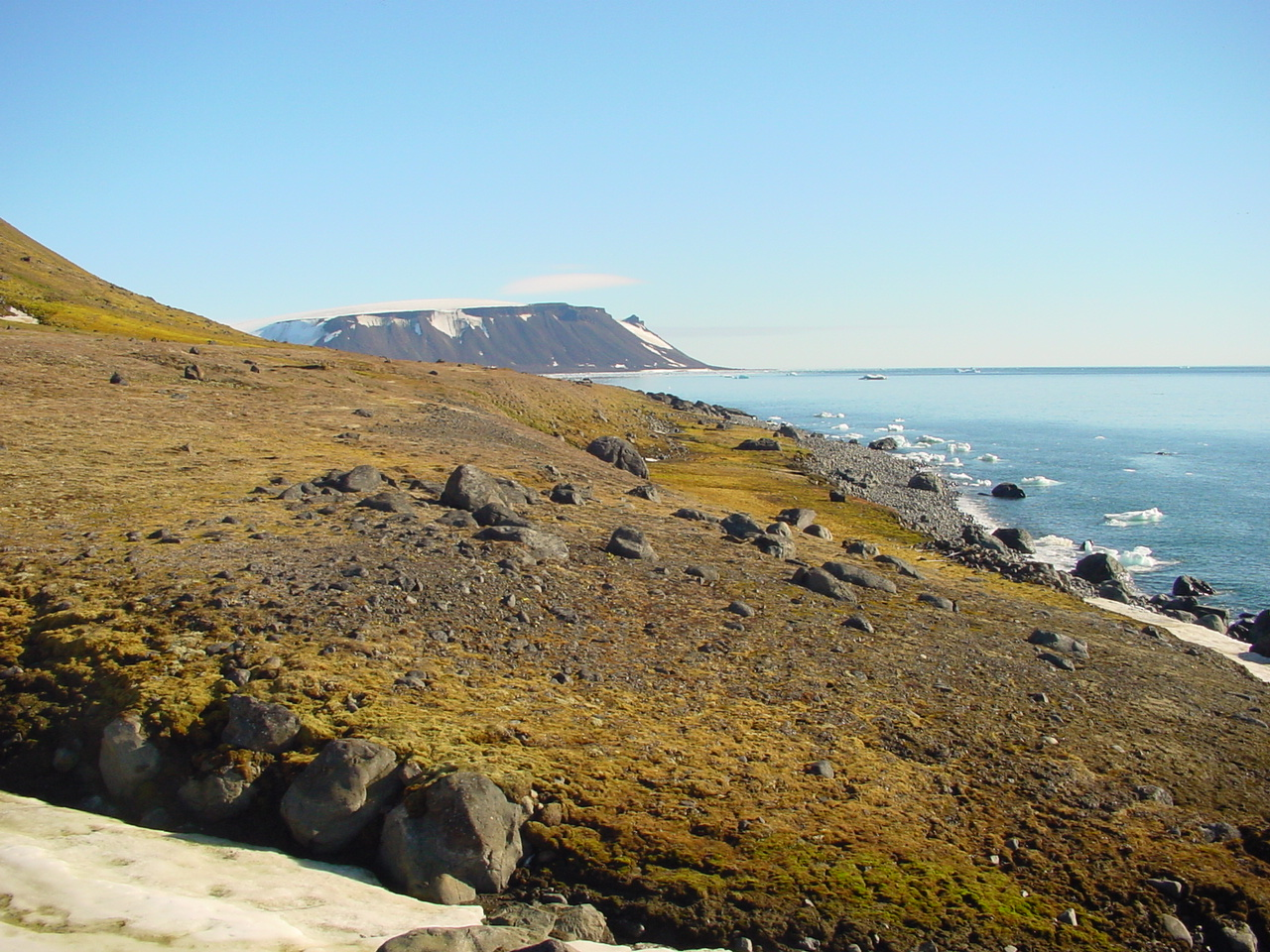
Stráň porostlá mechem
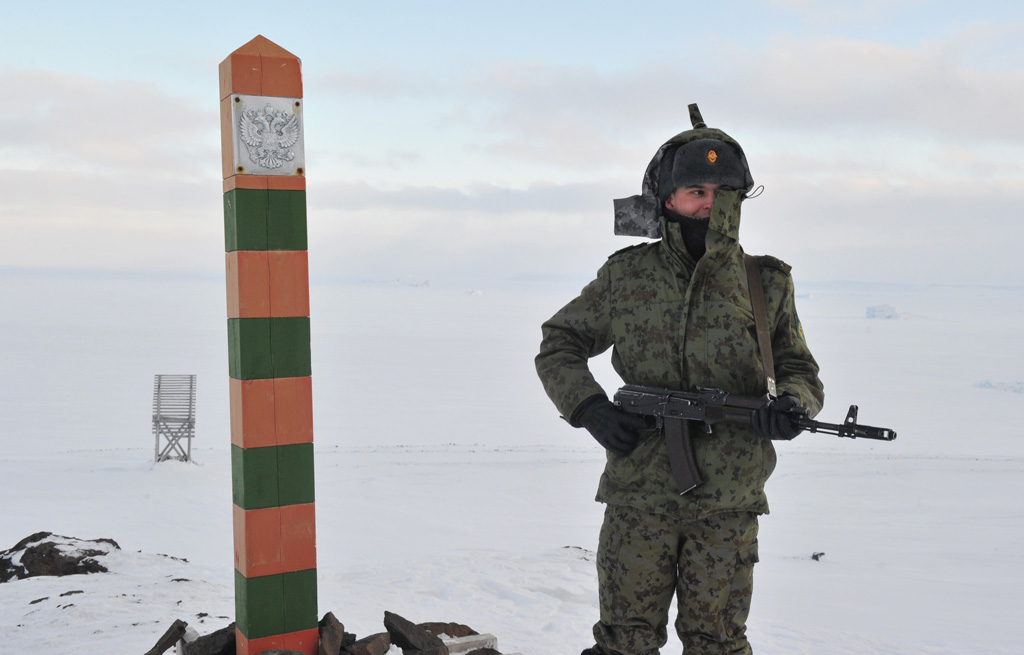
Pohraniční stráž
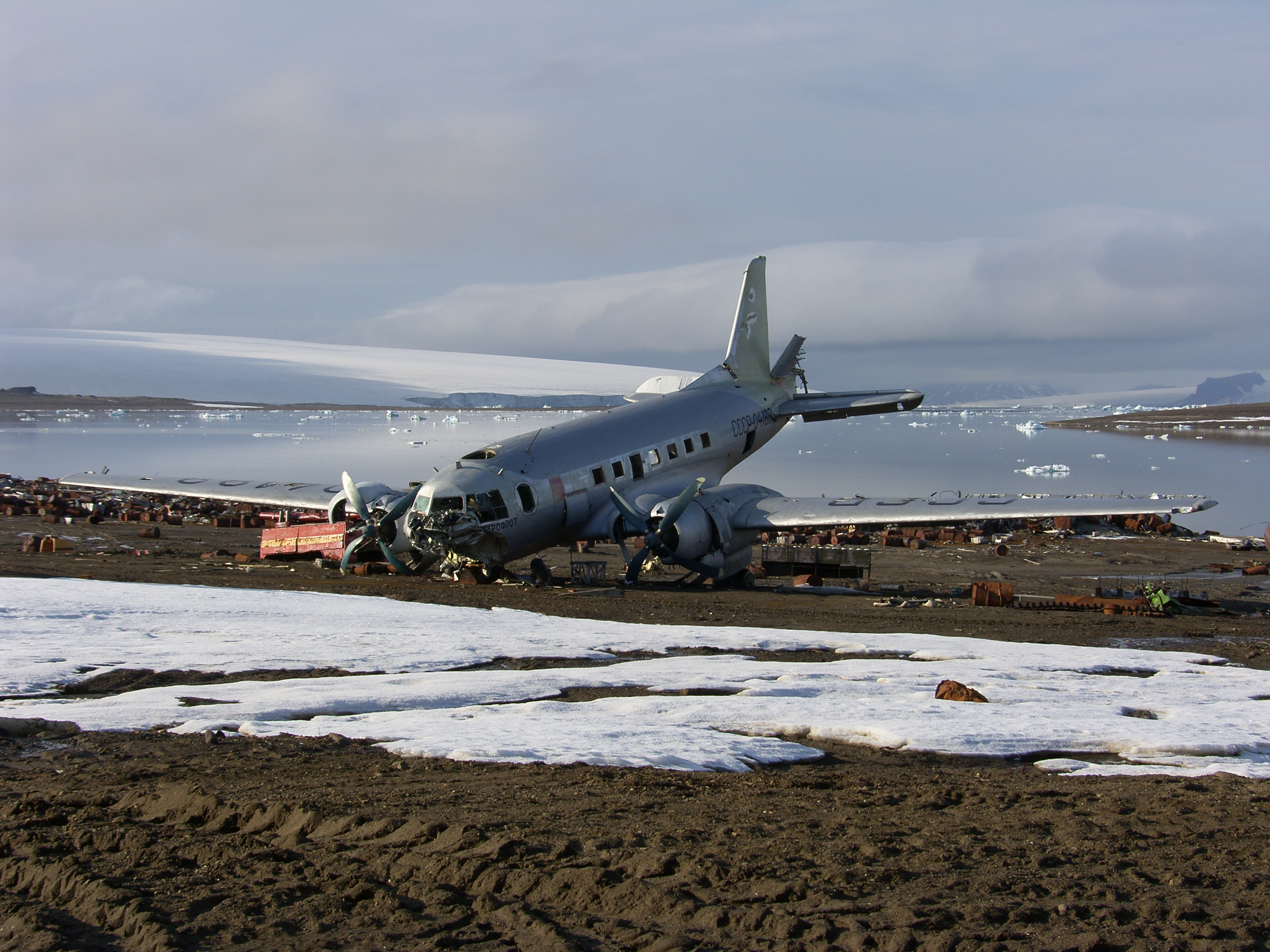
Spadlé letadlo Iljušin Il-14 na ostrově Hejsa
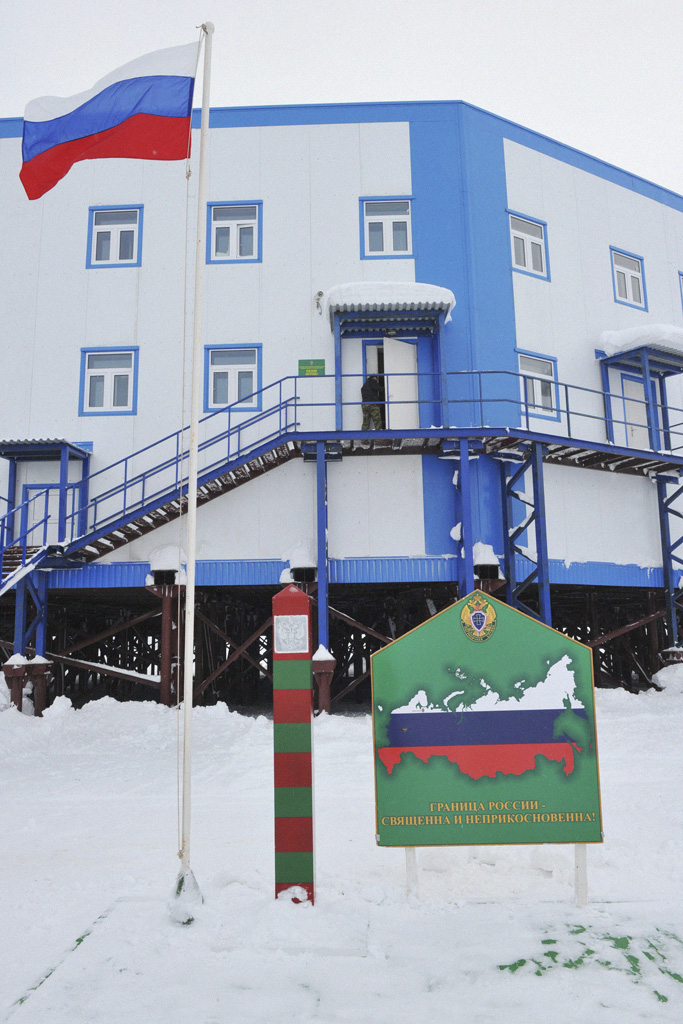
Pohraniční stanice Nagurskoje
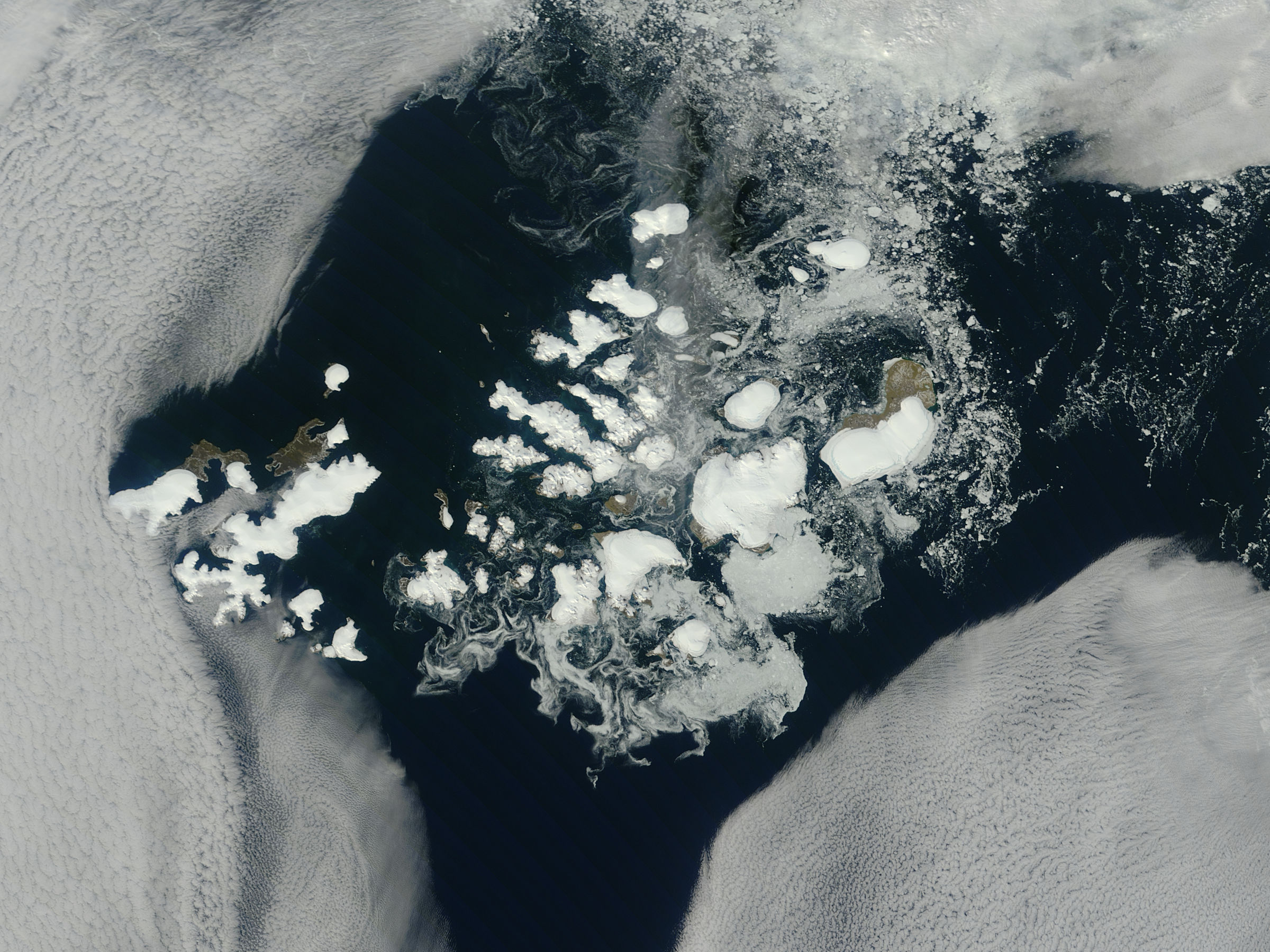
Satelitní snímek souostroví
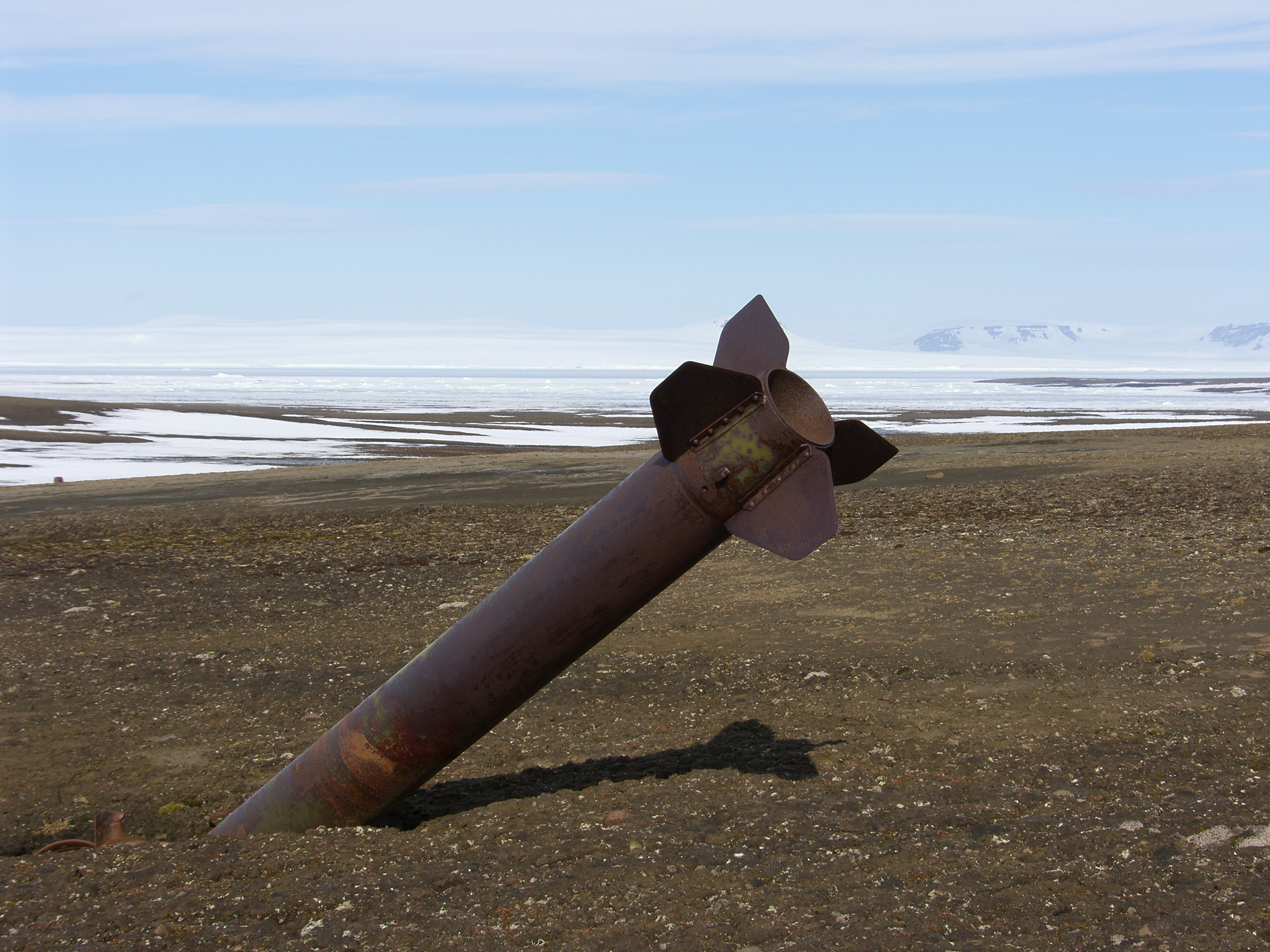
Hayesův ostrov
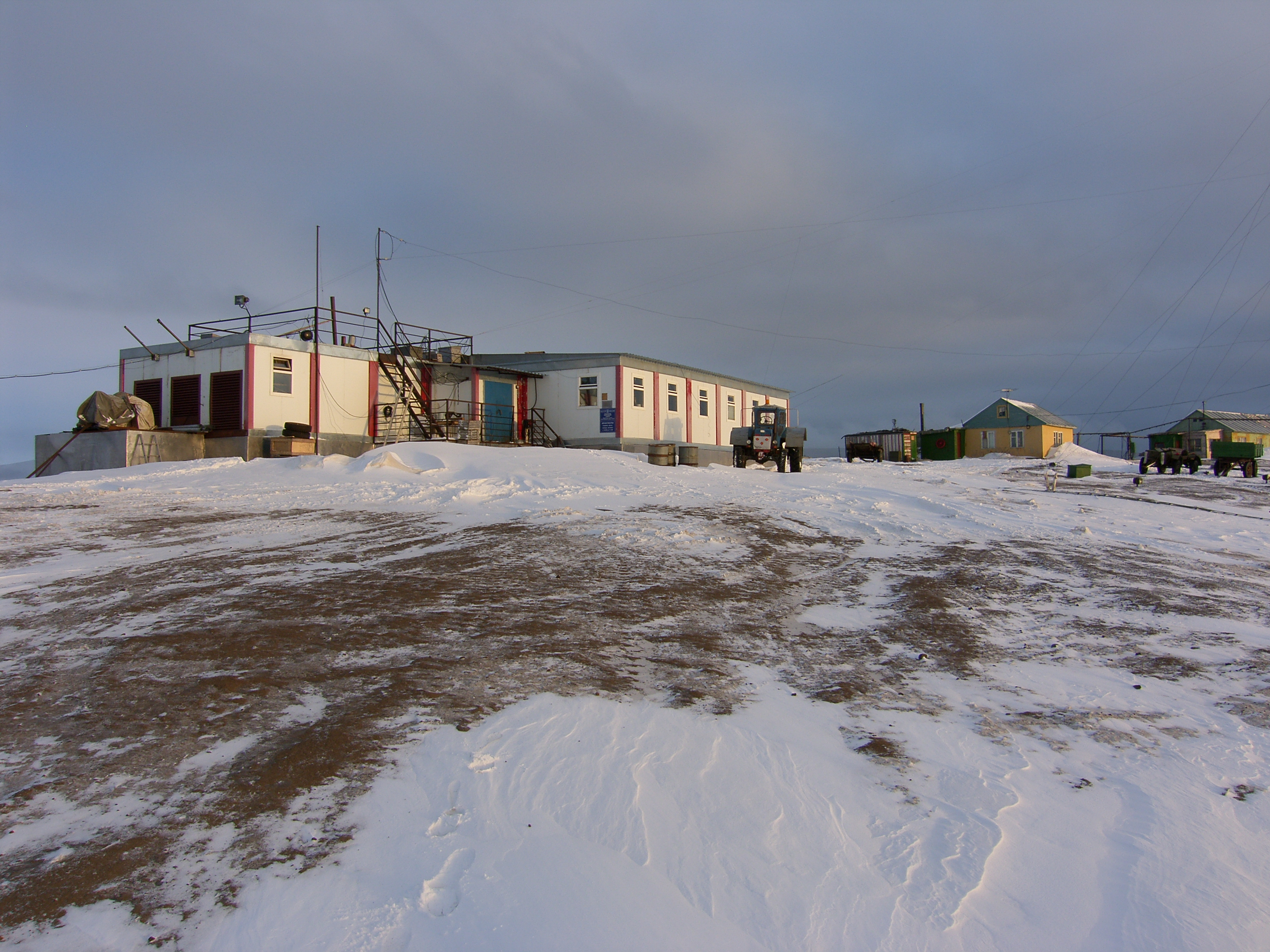
Krenkelova stanice na Hayesově ostrově
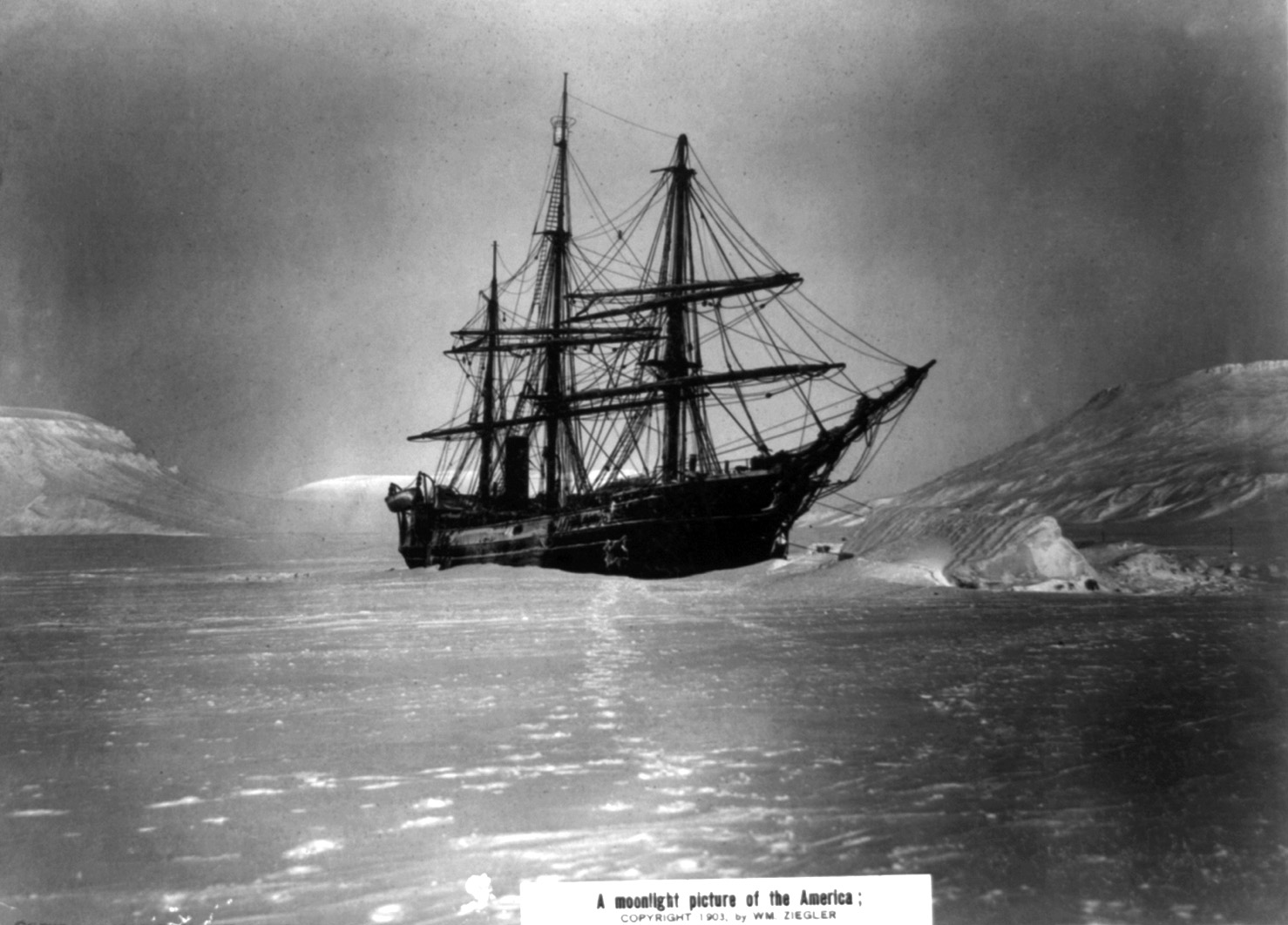
Loď America uvízlá v ledu Teplického zálivu u Rudolfova ostrova